# リー環の拡大
リー群論，リー環論，およびそれらの表現論において，リー環の拡大 (Lie algebra extension) e とは，与えられたリー環 g を別のリー環 h によって「拡大」することである．拡大はいろいろな方法で生じる．2つのリー環の直和を取ることによって得られる自明な拡大 (trivial extension) がある．別の種類の拡大は分裂拡大 (split extension) や中心拡大 (central extension) である．拡大は，例えば射影群表現からリー環を作るときに，自然に生じる．そのようなリー環は中心電荷を持つ．
ｗ
有限次元単純リー環上の多項式ループ代数から始めて，2つの拡大，中心拡大と微分による拡大を施すと，untwisted アファインカッツ・ムーディ代数に同型なリー環を得る．中心拡大したループ代数を用いて2次元時空のカレント代数を構成できる．ヴィラソロ代数はヴィット代数の普遍中心拡大である．
中心拡大は物理学で必要とされる，なぜならば量子化された系の対称性を表す群は通常古典的な対称変換群の中心拡大であり，同様に量子系の対応する symmetry リー環は一般に古典的な symmetry algebra の中心拡大であるからである．カッツ・ムーディ代数は統一超弦理論の対称変換群であると予想されている．中心拡大されたリー環は場の量子論，特に共形場理論，弦理論とM理論において，支配的な役割を果たす．
後半の大部分はリー環の拡大が実際有用である分野である数学と物理学双方での応用の背景資料に割かれている．かっこつきリンク，（背景資料），はそれが有益であろうところで提供される．

## 歴史
リー対応のため，理論は，したがってリー環の拡大の歴史は，群の拡大の理論と歴史と密接に関係している．群の拡大の系統的な研究はオーストリアの数学者オットー・シュライアー (Otto Schreier) によって1923年の彼の PhD 論文（後に出版）においてなされた．オットー・ヘルダー (Otto Hölder) によってシュライアーの論文のために出された問題は次のものであった：「2つの群 G と H が与えられたとき，群 E であって G と同型な正規部分群 N を持ち剰余群 E/N が H と同型であるものをすべて求めよ．」
リー環の拡大は無限次元リー環に対して最も興味深く有用である．1967年ヴィクトル・カッツ (Victor Kac) とロバート・ムーディ (Robert Moody) は独立に古典的なリー環の概念を一般化し，今ではカッツ・ムーディ代数と呼ばれる無限次元リー環の新しい理論を拓いた．それらは有限次元単純リー環を一般化し，しばしば拡大として具体的に構成できる．

## 記法と証明
以下では次のような記号の濫用が用いられる：指数写像 exp で引数が与えられたとき eX, 直積 G × H の元 (g, eH) を g（eH は H の単位元），リー環の直和でも同様（さらに g + h = (g, h) と書かれる）．半直積と半直和についても同様．標準的単射（群とリー環両方）は暗黙の同一視のために用いられる．さらに．G, H, ..., が群であれば，G, H, ..., の元のデフォルトの名前は g, h, ..., であり，それらのリー環は g, h, ... である．g, h, ..., の元のデフォルトの名前は G, H, ... であり（群と同じ！），乏しいアルファベット資源を節約する意味もあるが，主に統一的な表記のためである．
拡大の材料となるリー環は，何も言わずに，同じ体上のものが取られる．
総和規約が使われ，上下両方の添え字に関わる場合もある．
警告：以下の証明や証明の概略のすべてが普遍的な有効性を持っているわけではない．主な理由はリー環がしばしば無限次元であるために，リー環に対応するリー群がないかもしれないからである．さらに，そのような群が存在したとしても，「通常の」性質を持っているとは限らず，例えば指数写像があるとは限らず，もしあっても「通常の」性質をすべては持たないかもしれない．そのような場合には，群を「リー群」と呼ぶべきかどうか疑わしい．文献は画一的でない．明示的な例にはたぶん，妥当な構造が適切な位置に書かれる．

## 定義
リー環の拡大は短完全列を用いて定式化される．短完全列とは，長さ3の完全列
であって，i が単射で，s が全射で，ker s = im i なるものである．完全列のこれらの性質から，h（の像）が e のイデアルであることが従う．さらに，
{\displaystyle {\mathfrak {g}}\cong {\mathfrak {e}}/\operatorname {Im} i={\mathfrak {e}}/\operatorname {Ker} s}
であるが，g が e の部分環に同型であるとは限らない．この構成は群の拡大という密接に関連した概念における類似の構成を反映している．
同じ体上のリー環に対して完全列 (1) が成り立っているとき，e は g の h による拡大であるという．

## 性質
定義性質は言い換えられる．リー環 e が g の h による拡大であるとは，
が完全であることをいう．ここで両端の 0 は（零ベクトル 0 のみからなる）零リー環を表し，写像は明らかなものである，つまり，ι は 0 を 0 に写し，σ は g のすべての元を 0 に写す．この定義では，i が単射で s が全射であることは自動的に従う．
g の h による拡大は一意とは限らない．e, e′ を2つの拡大とし，以下プライムは明らかな意味で用いる．このとき，リー環の同型 f: e → e′ であって
{\displaystyle f\circ i=i',\quad s'\circ f=s}
なるものが存在するとき，拡大 e と e′ は同値な拡大であるといわれる．拡大の同値性は同値関係である．

## 拡大の種類

### 自明
リー環の拡大
{\displaystyle {\mathfrak {h}}\;{\overset {i}{\hookrightarrow }}\;{\mathfrak {t}}\;{\overset {s}{\twoheadrightarrow }}\;{\mathfrak {g}},}
が自明とは，部分空間 i であって，t = i ⊕ ker s かつ i は t のイデアルとなるものが存在することをいう．

### 分裂
リー環の拡大
{\displaystyle {\mathfrak {h}}\;{\overset {i}{\hookrightarrow }}\;{\mathfrak {s}}\;{\overset {s}{\twoheadrightarrow }}\;{\mathfrak {g}},}
が分裂とは，部分空間 u であって，ベクトル空間として s = u ⊕ ker s かつ，u が s の部分代数となるものが存在することをいう．
イデアルは部分代数だが，部分代数はイデアルとは限らない．したがって自明な拡大は分裂拡大である．

### 中心
リー環 g の可換リー環 a による中心拡大は，g 上のいわゆる（非自明な）2-コサイクル（背景）の助けを借りて得ることができる．非自明な 2-コサイクルはリー群の射影表現（背景）の文脈で現れる．このことは読み進めばそれとなく言及される．
リー環の拡大
{\displaystyle {\mathfrak {h}}\;{\overset {i}{\hookrightarrow }}\;{\mathfrak {c}}\;{\overset {s}{\twoheadrightarrow }}\;{\mathfrak {g}},}
が中心拡大とは，ker s が c の中心 Z(c) に含まれることをいう．
性質
- 中心はすべてと可換だから，この場合 h ≅ im i = ker s は可換である．
- g の中心拡大 e が与えられると，g 上の 2-コサイクルを構成できる．e を g の h による中心拡大とする．l を g から e への線型写像であって s ∘ l = Idg という性質を持つもの，すなわち s のセクションとする．このセクションを用いて ε: g × g → e を次で定義する：

{\displaystyle \epsilon (G_{1},G_{2})=l([G_{1},G_{2}])-[l(G_{1}),l(G_{2})],\quad G_{1},G_{2}\in {\mathfrak {g}}.}
写像 ε は
{\displaystyle \epsilon (G_{1},[G_{2},G_{3}])+\epsilon (G_{2},[G_{3},G_{1}])+\epsilon (G_{3},[G_{1},G_{2}])=0\in {\mathfrak {e}}}
を満たす．これを見るには，左辺で ε の定義を用い，それから l の線型性を用いる．g 上のヤコビの恒等式を用い，6つの項のうち半分を取り除く．Use the definition of ε again on terms l[Gi,Gj] sitting inside three Lie brackets, bilinearity of Lie brackets, and the Jacobi identity on e, and then finally use on the three remaining terms that Im ε ⊂ ker s and that ker s ⊂ Z(e) so that ε(Gi, Gj) brackets to zero with everything. It then follows that φ = i−1 ∘ ε satisfies the corresponding relation, and if h in addition is one-dimensional, then φ is a 2-cocycle on g (via a trivial correspondence of h with the underlying field).
中心拡大
{\displaystyle 0\;{\overset {\iota }{\hookrightarrow }}{\mathfrak {h}}\;{\overset {i}{\hookrightarrow }}\;{\mathfrak {e}}\;{\overset {s}{\twoheadrightarrow }}\;{\mathfrak {g}}\;{\overset {\sigma }{\twoheadrightarrow }}\;0}
が普遍とは，任意の他の中心拡大
{\displaystyle 0\;{\overset {\iota }{\hookrightarrow }}{\mathfrak {h}}'\;{\overset {i'}{\hookrightarrow }}\;{\mathfrak {e}}'\;{\overset {s'}{\twoheadrightarrow }}\;{\mathfrak {g}}\;{\overset {\sigma }{\twoheadrightarrow }}\;0}
に対して，準同型 Ψ, Φ が存在して，図式
が可換になること，すなわち i′ ∘ Ψ = Φ ∘ i, s′ ∘ Φ = s となることをいう．

## 構成

### 直和により
g, h を同じ体 K 上のリー環とする．
{\displaystyle {\mathfrak {e}}={\mathfrak {h}}\times {\mathfrak {g}}}
と定義し，e 上に加法を点ごとに定義する．スカラー乗法は
{\displaystyle \alpha (H,G)=(\alpha H,\alpha G),\alpha \in F,H\in {\mathfrak {h}},G\in {\mathfrak {g}}}
によって定義される．これらの定義により，h × g ≡ h ⊕ g は F 上のベクトル空間である．リーブラケット
により，e はリー環である．さらに
{\displaystyle i\colon {\mathfrak {h}}\hookrightarrow {\mathfrak {e}};H\mapsto (H,0),\quad s\colon {\mathfrak {e}}\twoheadrightarrow {\mathfrak {g}};(H,G)\mapsto G}
と定義する．(1) が完全列として成り立つことは明らかである．g の h によるこの拡大は自明な拡大と呼ばれる．これはもちろん，リー環の直和に他ならない．定義の対称性により，e は h の g による拡大でもあるが，h ⊕ g ≠ g ⊕ h である．(3) から部分環 0 ⊕ g がイデアルであることは明らかである．リー環の直和のこの性質は自明な拡大の定義に昇格する．

### 半直和により
準同型 G → Aut(H) を用いた群の半直積（背景）の構成に触発されて，リー環の対応する構成を作ることができる．
ψ: g → der h がリー環の準同型であるとき，e = h ⊕ g 上のリーブラケットを
で定義する．このリーブラケットにより得られるリー環は e = h ⊕S g と書かれ，h と g の半直和と呼ばれる．
(7) を検査して 0 ⊕ g は e の部分環であり h ⊕ 0 は e のイデアルであることが分かる．i: h → e を H ↦ H ⊕ 0 によって，s: e → g を H ⊕ G ↦ G, H ∈ h, G ∈ g によって定義する．ker s = im i は明らかである．したがって e は g の h による拡大である．
自明な拡大と同様に，この性質は分裂拡大の定義に一般化する．
例
G をローレンツ群 O(3, 1) とし，T を (ℝ4, +) と同型な4次元の平行移動群とし，ポワンカレ群 P の乗法規則を考える：
{\displaystyle (a_{2},\Lambda _{2})(a_{1},\Lambda _{1})=(a_{2}+\Lambda _{2}a_{1},\Lambda _{2}\Lambda _{1}),\quad a_{1},a_{2}\in \mathrm {T} \subset P,\;\Lambda _{1},\Lambda _{2}\in \mathrm {O} (3,1)\subset \mathrm {P} ,}
（ただし T と SO(3, 1) は P におけるそれらの像と同一視される）．ポワンカレ群において (0, Λ)(a, I)(0, Λ−1) = (Λ a, I) ∈ T ⊂ P であることが直ちに従う．したがってすべてのローレンツ変換 Λ は逆写像が ΦΛ−1 の T の自己同型 ΦΛ に対応し，Φ は明らかに準同型である．さて
{\displaystyle {\overline {\mathrm {P} }}=\mathrm {T} \otimes _{S}\mathrm {O} (3,1)}
と定義し，乗法を (4) で与える．定義を解きほぐすことで乗法が最初の乗法と同じであることが分かり，P = P であることが従う．(5') より ΨΛ = AdΛ なので (6') より ψλ = adλ. λ ∈ o(3, 1) である．

### 導分により
δ を g の導分（背景）とし，h で δ で張られる1次元リー環を表す．e = h ⊗ g 上のリーブラケットを
{\displaystyle [H_{1}+G_{1},H_{2}+G_{2}]=[G_{1},G_{2}]+\delta (G_{1})-\delta (G_{2})}
によって定義する．ブラケットの定義から g が e のイデアルで h が e の部分環であることは明らかである．さらに，h は e において g に complementary である．i: h → e を H ↦ (H, 0) で与え，s: e → g を (H, G) ↦ G で与える．im i = ker s は明らかである．したがって e は g の h による分裂拡大である．そのような拡大は導分による拡大と呼ばれる．

### 2-コサイクルにより
ε がリー環 g 上の 2-コサイクル（背景）で，h が任意の1次元ベクトル空間であるとき，e = h ⊕  g（線型直和）とし，e 上のリーブラケットを
{\displaystyle [\mu H+G_{1},\nu H+G_{2}]=[G_{1},G_{2}]+\epsilon (G1,G2)H,\quad \mu ,\nu \in F}
で定義する．ここで H は h の任意に1つ固定された元である．反対称性は g 上のリーブラケットの反対称性と 2-コサイクルの反対称性から従う．ヤコビ律は g と ε の対応する性質から従う．したがって e はリー環である．G1 = 0 とおき，μH ∈ Z(e) が従う．また，i: μH ↦ (μH, 0) と s: (μH, G) ↦ G により Im i = ker s = {(μH, 0):μ ∈ F} ⊂ Z(e) が従う．したがって e は g の h による中心拡大である．それは 2-コサイクルによる拡大と呼ばれる．

## 定理
以下に中心拡大と 2-コサイクルに関するいくつかの結果を述べる．
定理
φ1 と φ2 をリー環 g 上のコホモロガスな 2-コサイクルとし，e1 と e2 をそれぞれこれらの 2-コサイクルで構成される中心拡大とする．このとき中心拡大 e1 と e2 は同値な拡大である．
証明
定義により，φ2 = φ1 + δf である．
{\displaystyle \psi \colon G+\mu c\in {\mathfrak {e}}_{1}\mapsto G+\mu c+f(G)c\in {\mathfrak {e}}_{2}}
と定義する．定義から ψ がリー環の同型であり (2) が成り立つことが従う．
系
コホモロジー類 [Φ] ∈ H2(g, F) は同型を除いて一意的な g の中心拡大を定義する．
自明な 2-コサイクルは自明な拡大を与え，2-コバウンダリは自明な 2-コサイクルとコホモロガスだから，
系
コバウンダリによって定義される中心拡大は自明な中心拡大に同値である．
定理
有限次元単純リー環の中心拡大は自明なものしかない．
証明
任意の中心拡大は 2-コサイクル φ から来るから，任意の 2-コサイクルがコバウンダリであることを示せばよい．φ を g 上の 2-コサイクルとする．やるべきはこの 2-コサイクルを用いて φ = δf なる 1-コチェイン f を作り出すことである．
最初の段階は各 GG1 ∈ g に対して φ を用いて線型写像 ρG1: g → F を定義することである．しかし線型写像は g∗ の元である．同型 ν を用いて φ を K のことばで書けば十分である．次に，導分であると判明する線型写像 d: g → g が定義される．すべての導分は内部だから，ある Gd ∈ g に対して d = adGd である．K と d による φ の表示が得られた．したがって，d が導分であることを信じて，次のようにおく：
{\displaystyle {\begin{aligned}\varphi (G_{1},G_{2})&\equiv \rho _{G_{1}}(G_{2})=K(\nu ^{-1}(\rho _{G_{1}}),G_{2})\equiv K(d(G_{1}),G_{2})\\&=K(\mathrm {ad} _{G_{d}}(G_{1}),G_{2})=K([G_{d},G_{1}],G_{2})=K(G_{d},[G_{1},G_{2}]).\end{aligned}}}
f を
{\displaystyle f(G)=K(G_{d},G)}
で定義された 1-コチェインとする．すると
{\displaystyle \delta f(G_{1},G_{2})=f([G_{1},G_{2}])=K(G_{d},[G_{1},G_{2}])=\varphi (G_{1},G_{2})}
であり，φ はコバウンダリである．前の結果により，任意の中心拡大は自明である．
対称非退化結合形式 K と 2-コサイクル φ が与えられると，導分 d を
{\displaystyle K(\nu ^{-1}(\rho _{G_{1}}),G_{2})\equiv K(d(G_{1}),G_{2})}
によって，あるいは K の対称性と φ の反対称性を用いて
{\displaystyle K(d(G_{1}),G_{2})=-K(G_{1},d(G_{2}))}
によって定義できるという観察は系を導く．
系
L: g × g → F を非退化対称結合的双線型形式とし，d を導分であって
{\displaystyle L(d(G_{1}),G_{2})=-L(G_{1},d(G_{2}))}
を満たすものとすると，
{\displaystyle \varphi (G_{1},G_{2})=L(d(G_{1}),G_{2})}
によって定義される φ は 2-コサイクルである．
証明
d についての条件は φ の反対称性を保証する．2-コサイクルのヤコビ律は，
{\displaystyle \varphi ([G1,G_{2}],G_{3})=L(d[G1,G_{2}],G_{3})=L([d(G1),G_{2}],G_{3})+L([G1,d(G_{2})],G_{3})}
からはじめて，形式の対称性とブラケットの反対称性と，再び L のことばでの φ の定義を用いて，従う．
g がリー群 G のリー環で e が g の中心拡大であるとき，リー環が e のリー群 E が存在するかどうかを問うことができる．答えは，リーの第三定理により，肯定的である．しかしリー環が e の G の"中心拡大" E は存在するだろうか？ この問いへの答えはある機械が必要で，Tuynman & Wiegerinck (1987, Theorem 5.4) に見つけることができる．

## 応用
上述の定理の「否定的」な結果は，少なくとも半単純リー環に対しては，中心拡大の有用な応用を見つけるには無限次元リー環に行かなければならないことを示している．実際そのようなものはある．ここではアファイン・カッツ・ムーディ代数とヴィラソロ代数を紹介する．これらはそれぞれ多項式ループ代数とヴィット環の拡大である．

### 多項式ループ代数
g を多項式ループ代数（背景）
{\displaystyle {\mathfrak {g}}=C[\lambda ,\lambda ^{-1}]\otimes {\mathfrak {g}}_{0}}
とする，ただし g0 は複素有限次元単純リー環である．目標はこの代数の中心拡大を見つけることである．定理の2つが適用する．1つには，g 上の 2-コサイクルが存在すれば，中心拡大を定義できる．もう1つには，この 2-コサイクルが g0 パート（のみ）に作用していれば，得られる拡大は自明である．さらに，g0（のみ）に作用する導分は 2-コサイクルの定義に使えない，なぜならばこれらの導分はすべて内部的であり同じ問題が起こるからである．したがって C[λ, λ−1] 上の導分を探す．導分の1つのそのような集合は
{\displaystyle d_{k}\equiv \lambda ^{k+1}{\frac {d}{dk}},\quad k\in \mathbb {Z} }
である．
g 上の非退化双線型結合反対称形式 L を作るために，注意はまず，m, n を固定して引数の制限に向けられる．要求を満たす“全て”の形式は g0 上のキリング形式 K の倍数であることは定理である．これより
{\displaystyle L(\lambda ^{l}\otimes G_{1},\lambda ^{m}\otimes G_{2})=\gamma _{lm}K(G_{1},G_{2})}
でなければならない，K の対称性により
{\displaystyle \gamma _{mn}=\gamma _{nm}}
であり，結合性により
{\displaystyle \gamma _{k+l,m}=\gamma _{k,l+m}}
である．l = 0 として γlm = γ0,l+m が分かる．この最後の条件は前のを含んでいる．このことを用いて，f(n) = γ0,n と定義する．すると定義方程式は
{\displaystyle L(\lambda ^{m}\otimes G_{1},\lambda ^{m}\otimes G_{2})=f(l+m)K(G_{1},G_{2})}
となる．すべての i ∈ Z に対して，定義
{\displaystyle f(n)=\delta _{ni}\Leftrightarrow \gamma _{lm}=\delta _{l+m,i}}
は実際対称結合双線型形式
{\displaystyle L_{i}(\lambda ^{l}\otimes G_{1},\lambda ^{m}\otimes G_{2})=\delta _{l+m,i}K(G_{1},G_{2})}
を定義する．しかしこれらはすべての形式が正しい性質をもつベクトル空間の基底をなす．
手元の導分と条件
{\displaystyle L_{i}(d_{k}(\lambda ^{l}\otimes G_{1}),\lambda ^{m}\otimes G_{2})=-L_{i}(\lambda ^{l}\otimes G_{1},d_{k}(\lambda ^{m}\otimes G_{2}))}
に戻り，定義を用いて次が分かる：
{\displaystyle l\delta _{k+l+m,i}=-m\delta _{k+l+m,i},}
あるいは，n = l + m として，
{\displaystyle n\delta _{k+n,i}=0.}
これ（と反対称性条件）は，k = i ならば成り立つ，とくに k = i = 0 のとき成り立つ．
したがって L = L0 および d = d0 と選ぶ．これらの選択により，系の前提が満たされる．
{\displaystyle \varphi (P(\lambda )\otimes G_{1}),Q(\lambda )\otimes G_{2}))=L(\lambda {\frac {dP}{d\lambda }}\otimes G_{1},Q(\lambda )\otimes G_{2})}
で定義される 2-コサイクル φ が g の中心拡大
{\displaystyle {\mathfrak {e}}={\mathfrak {g}}\oplus \mathbb {C} C}
を定義するために最後に雇われ，そのリーブラケットは
{\displaystyle [P(\lambda )\otimes G_{1}+\mu C,Q(\lambda )\otimes G_{2}+\nu C]=P(\lambda )Q(\lambda )\otimes [G_{1},G_{2}]+\varphi (P(\lambda )\otimes G_{1},Q(\lambda )\otimes G_{2})C}
である．基底元に対して，適切に正規化し反対称構造定数により次が成り立つ：
{\displaystyle {\begin{aligned}{}[\lambda ^{l}\otimes G_{i}+\mu C,\lambda ^{m}\otimes G_{j}+\nu C]&=\lambda ^{l+m}\otimes [G_{i},G_{j}]+\varphi (\lambda ^{l}\otimes G_{i},\lambda ^{m}\otimes G_{j})C\\&=\lambda ^{l+m}\otimes {C_{ij}}^{k}G_{k}+L(\lambda {\frac {d\lambda ^{l}}{d\lambda }}\otimes G_{i},\lambda ^{m}\otimes G_{j})C\\&=\lambda ^{l+m}\otimes {C_{ij}}^{k}G_{k}+lL(\lambda ^{l}\otimes G_{i},\lambda ^{m}\otimes G_{j})C\\&=\lambda ^{l+m}\otimes {C_{ij}}^{k}G_{k}+l\delta _{l+m,0}K(G_{i},G_{j})C\\&=\lambda ^{l+m}\otimes {C_{ij}}^{k}G_{k}+l\delta _{l+m,0}{C_{ik}}^{m}{C_{jm}}^{k}C\\&=\lambda ^{l+m}\otimes {C_{ij}}^{k}G_{k}+l\delta _{l+m,0}\delta ^{ij}C.\end{aligned}}}
これは多項式ループ代数の普遍中心拡大である．
用語の注意：物理学の用語では，上の代数はカッツ・ムーディ代数で通用するかもしれないが，数学ではそうではない．そのためには追加の次元，導分による拡大が必要である．それにもかかわらず，物理への応用で，g0 の固有値あるいはその代表が（通常の）量子数と解釈されると，生成元の追加の superscript はレベルと呼ばれる．それは追加の量子数である．固有値がちょうどレベルである追加の作用素はさらに以下で導入される．

### カレント代数

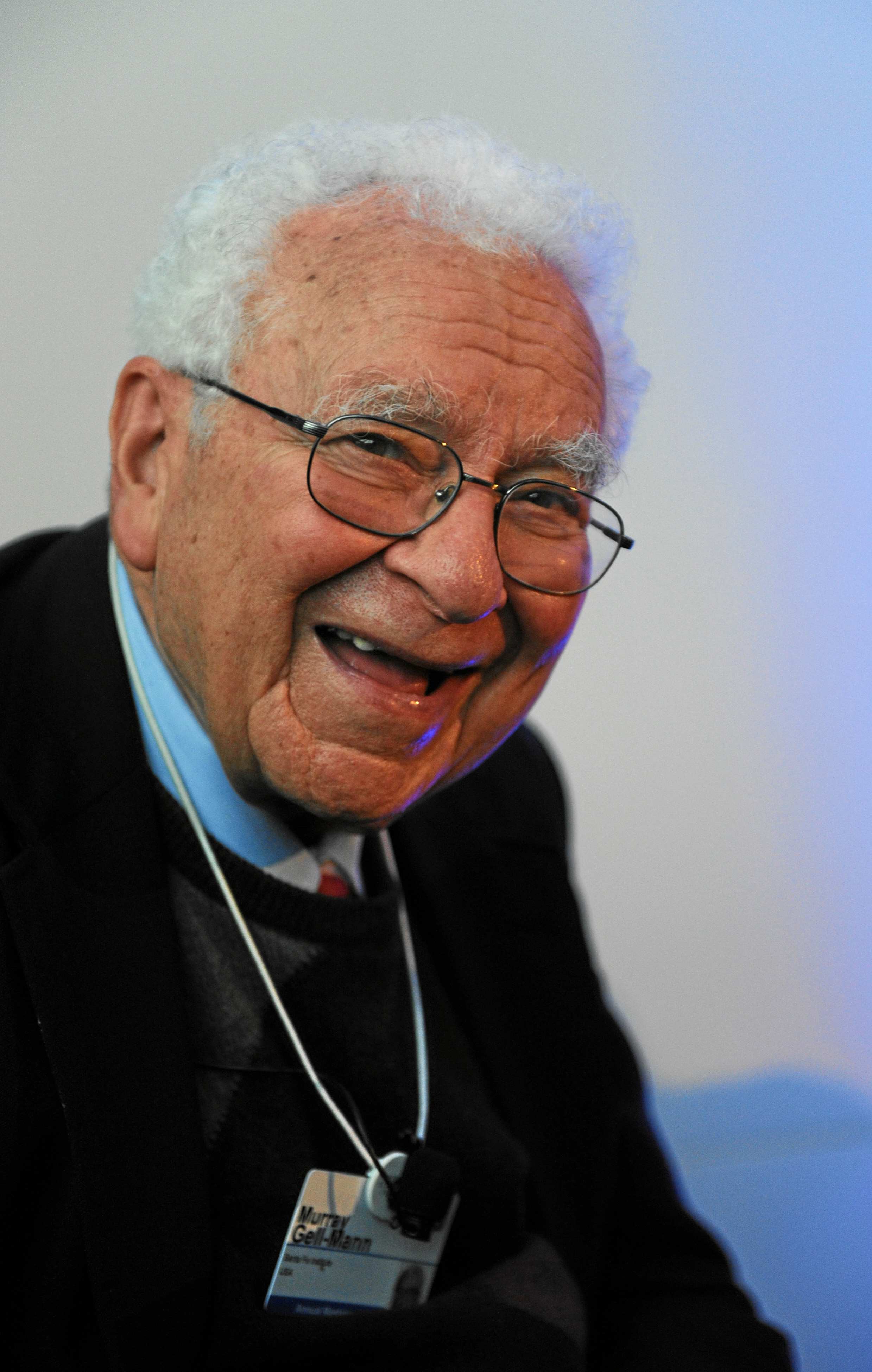
Murray Gell-Mannは，1969年のノーベル物理学賞受賞者で，1960年代にカレント代数の分野を創始した．それは，Adler–Weisberger sum rule のような，予測を引き出す台となる力学の知識さえなしに，知られている局所的な対称性を開発する．

多項式ループ代数の中心拡大の応用として，量子的場の理論のカレント代数が考えられる（背景）．Suppose one has a current algebra, with the interesting commutator being
with a Schwinger term. To construct this algebra mathematically, let g be the centrally extended polynomial loop algebra of the previous section with
{\displaystyle [\lambda ^{l}\otimes G_{i}+\mu C,\lambda ^{m}\otimes G_{j}+\nu C]=\lambda ^{l+m}\otimes {C_{ij}}^{k}G_{k}+l\delta _{l+m,0}\delta _{ij}C}
as one of the commutation relations, or, with a switch of notation (l→m, m→n, i→a, j→b, λm⊗Ga→Tma) with a factor of i under the physics convention,
{\displaystyle [T_{a}^{m},T_{b}^{n}]=i{C_{ab}}^{c}T_{c}^{m+n}+m\delta _{m+n,0}\delta _{ab}C.}
Define using elements of g,
{\displaystyle J_{a}(x)={\frac {\hbar }{L}}\sum _{n=-\infty }^{\infty }e^{\frac {2\pi inx}{L}}T_{a}^{-n},x\in \mathbb {R} .}
One notes that
{\displaystyle J_{a}(x+L)=J_{a}(x)}
so that it is defined on a circle. Now compute the commutator,
{\displaystyle {\begin{aligned}[][J_{a}(x),J_{b}(y)]&=\left({\frac {\hbar }{L}}\right)^{2}\left[\sum _{n=-\infty }^{\infty }e^{\frac {2\pi inx}{L}}T_{a}^{-n},\sum _{m=-\infty }^{\infty }e^{\frac {2\pi imy}{L}}T_{b}^{-m}\right]\\&=\left({\frac {\hbar }{L}}\right)^{2}\sum _{m,n=-\infty }^{\infty }e^{\frac {2\pi inx}{L}}e^{\frac {2\pi imy}{L}}[T_{a}^{-n},T_{b}^{-m}].\end{aligned}}}
For simplicity, switch coordinates so that y → 0, x → x − y ≡ z and use the commutation relations,
{\displaystyle {\begin{aligned}[][J_{a}(z),J_{b}(0)]&=\left({\frac {\hbar }{L}}\right)^{2}\sum _{m,n=-\infty }^{\infty }e^{\frac {2\pi inz}{L}}[i{C_{ab}}^{c}T_{c}^{-m-n}+m\delta _{m+n,0}\delta _{ab}C]\\&=\left({\frac {\hbar }{L}}\right)^{2}\sum _{m=-\infty }^{\infty }e^{\frac {2\pi i(-m)z}{L}}\sum _{l=-\infty }^{\infty }ie^{\frac {2\pi i(l)z}{L}}{C_{ab}}^{c}T_{c}^{-l}+\left({\frac {\hbar }{L}}\right)^{2}\sum _{m,n=-\infty }^{\infty }e^{\frac {2\pi inz}{L}}m\delta _{m+n,0}\delta _{ab}C\\&=\left({\frac {\hbar }{L}}\right)\sum _{m=-\infty }^{\infty }e^{\frac {2\pi imz}{L}}i{C_{ab}}^{c}J_{c}(z)-\left({\frac {\hbar }{L}}\right)^{2}\sum _{n=-\infty }^{\infty }e^{\frac {2\pi inz}{L}}n\delta _{ab}C\end{aligned}}}
Now employ the Poisson summation formula,
{\displaystyle {\frac {1}{L}}\sum _{n=-\infty }^{\infty }e^{\frac {-2\pi inz}{L}}={\frac {1}{L}}\sum _{n=-\infty }^{\infty }\delta (z+nL)=\delta (z)}
for z in the interval (0, L) and differentiate it to yield
{\displaystyle -{\frac {2\pi i}{L^{2}}}\sum _{n=-\infty }^{\infty }ne^{\frac {-2\pi inz}{L}}=\delta '(z),}
and finally
{\displaystyle [J_{a}(x-y),J_{b}(0)]=i\hbar {C_{ab}}^{c}J_{c}(x-y)\delta (x-y)+{\frac {i\hbar ^{2}}{2\pi }}\delta _{ab}C\delta '(x-y),}
or
{\displaystyle [J_{a}(x),J_{b}(y)]=i\hbar {C_{ab}}^{c}J_{c}(x)\delta (x-y)+{\frac {i\hbar ^{2}}{2\pi }}\delta _{ab}C\delta '(x-y),}
since the delta functions arguments only ensure that the arguments of the left and right arguments of the commutator are equal (formally δ(z) = δ(z − 0) ↦  δ((x −y) − 0) = δ(x −y)).
By comparison with CA10, this is a current algebra in two spacetime dimensions, including a Schwinger term, with the space dimension curled up into a circle. In the classical setting of quantum field theory, this is perhaps of little use, but with the advent of string theory where fields live on world sheets of strings, and spatial dimensions are curled up, there may be relevant applications.

### カッツ・ムーディ代数

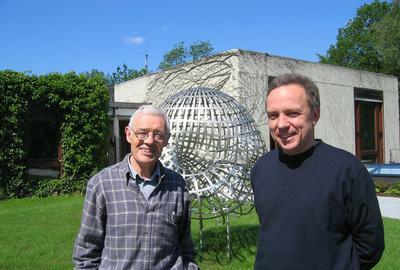
Robert Moody（左）はカナダの数学者で，カナダ王立協会の Fellow であり，アルバータ大学で働いている．Moody は Victor Kac とともにカッツ・ムーディ代数の co-discoverer である．Kac は MIT で働いているロシアの数学者で，American Mathematical Society の Fellow である．

前の節で 2-コサイクル φ の構成において用いられた導分 d0 は中心拡大された多項式ループ代数，カッツ・ムーディ代数を実現するためここでは g と書く，上の導分 D に拡張できる（背景）．単純に
{\displaystyle D(P(\lambda )\otimes G+\mu C)=\lambda {\frac {dP(\lambda )}{d\lambda }}\otimes G)}
とおく，次に，ベクトル空間として
{\displaystyle {\mathfrak {e}}=\mathbb {C} d+{\mathfrak {g}}}
と定義する．e 上のリーブラケットは，導分との標準的な構成によれば，基底上次で与えられる：
{\displaystyle {\begin{aligned}&\quad [\lambda ^{m}\otimes G_{1}+\mu C+\nu D,\lambda ^{n}\otimes G_{2}+\mu 'C+\nu 'D]\\&=\lambda ^{m+n}\otimes [G_{1},G_{2}]+m\delta _{m+n,0}K(G_{1},G_{2})C+\nu D(\lambda ^{n}\otimes G_{1})-\nu 'D(\lambda ^{m}\otimes G_{2})\\&=\lambda ^{m+n}\otimes [G_{1},G_{2}]+m\delta _{m+n,0}K(G_{1},G_{2})C+\nu n\lambda ^{n}\otimes G_{1}-\nu 'm\lambda ^{m}\otimes G_{2}.\end{aligned}}}
便宜上，
{\displaystyle G_{i}^{m}\leftrightarrow \lambda ^{m}\otimes G_{i}}
と定義する．さらに，台有限次元単純リー環の基底は構造係数がすべての添え字で反対称となるようとられ基底は適切に正規化されていると仮定する．このとき定義より直ちに次の交換関係が分かる：
{\displaystyle {\begin{aligned}{}[G_{i}^{m},G_{j}^{n}]&={C_{ij}}^{k}G_{k}^{m+n}+m\delta _{ij}\delta ^{m+n,0}C,\\{}[C,G_{i}^{m}]&=0,\quad 1\leq i,j,N,\quad m,n\in \mathbb {Z} \\{}[D,G_{i}^{m}]&=mG_{i}^{m}\\{}[D,C]&=0.\end{aligned}}}
これらがちょうど untwisted アファイン・カッツ・ムーディ代数の簡略な記述である．要約するため，有限次元単純リー環からはじめる．係数がその有限次元単純リー環の形式ローラン多項式の空間を定義する．対称非退化交代双線型形式と導分の援助のうけ，2-コサイクルが定義され，続いて 2-コサイクルによる中心拡大の標準的な処方箋に用いられる．この新しい空間に導分を拡張し，導分による分裂拡大の標準的な処方箋を用い，untwisted アファイン・カッツ・ムーディ代数が得られる．

### ヴィラソロ代数
目的はミゲル・アンヘル・ヴィラソロによるヴィラソロ代数をヴィット代数 W（背景）の 2-コサイクル φ による中心拡大として構成することである．2-コサイクルのヤコビ律より次が成り立つ：
l = 0 とし η の反対称性を用いて
{\displaystyle (m+p)\eta _{mp}=(m-p)\eta _{m+p,0}}
を得る．拡大において，元 d0 に対する交換関係は
{\displaystyle [d_{0}+\mu C,d_{m}+\nu C]_{\varphi }=-md_{m}+\eta _{0m}C=-m(d_{m}-{\frac {\eta _{0m}}{m}}C)}
である．右辺の中心電荷を取り除くことが望ましい．このために
{\displaystyle f\colon W\to \mathbb {C} ;\;d_{m}\to {\frac {\varphi (d_{0},d_{m})}{m}}={\frac {\eta _{0m}}{m}}}
と定義する．そして，f を 1-コチェインとして用いて，
{\displaystyle \eta '_{0n}=\varphi '(d_{0},d_{n})=\varphi (d_{0},d_{n})+\delta f([d_{0},d_{n}])=\varphi (d_{0},d_{n})-n{\frac {\eta ^{0n}}{n}}=0}
であるので，前のと同値なこの 2-コサイクルにより，
{\displaystyle [d_{0}+\mu C,d_{m}+\nu C]_{\varphi '}=-md_{m}}
が成り立つ．この新しい 2-コサイクルにより（プライムは外して）条件は
{\displaystyle (n+p)\eta _{mp}=(n-p)\eta _{m+p,0}=0}
となり，したがって
{\displaystyle \eta _{mp}=a(m)\delta _{m.-p},\quad a(-m)=-a(m)}
である，ただし最後の条件はリーブラケットの反対称性による．これと l + m + p = 0（Z3 の「平面」を切り出す）により (V10) は
{\displaystyle (2m+p)a(p)+(m-p)a(m+p)+(m+2p)a(m)=0}
となり，p = 1（Z2 の「直線」を切り出す）として
{\displaystyle (m-1)a(m+1)-(m+2)a(m)+(2m+1)a(1)=0}
となる．これは一般に
{\displaystyle a(m)=\alpha m+\beta m^{3}}
で解かれる差分方程式である．すると W の元の拡大における交換子は
{\displaystyle [d_{l},d_{m}]=(l-m)d_{l+m}+(\alpha m+\beta m^{3})\delta _{l,-m}C}
である．β = 0 のとき基底を変換して（あるいは 2-コサイクルを 2-コバウンダリによって修正して）
{\displaystyle [d'_{l},d'_{m}]=(l-m)d_{l+m}}
とでき，中心電荷が全く現れず，したがって拡大は自明である．（これは d0 のみがもともとの関係を得た前の修正の場合では（一般には）ない．）β ≠ 0 のとき基底の変換
{\displaystyle d'_{l}=d_{l}+\delta _{0l}{\frac {\alpha +\gamma }{2}}C}
により交換関係は
{\displaystyle [d'_{l},d'_{m}]=(l-m)d'_{l+m}+(\gamma m+\beta m^{3})\delta _{l,-m}C}
の形で，m について線型な部分は自明である．それはまた H2(W, C) が 1 次元である（β の選択に対応）ことも示している．慣習的な選択は α = −β = 1/12 と取り任意の対象 C に任意の因子を吸収することによって自由性をなお保持する．するとヴィラソロ代数 V は
{\displaystyle {\mathcal {V}}={\mathcal {W}}+\mathbb {C} C}
であり，交換関係は
{\displaystyle [d_{l}+\mu C,d_{m}+\nu C]=(l-m)d_{l+m}+{\frac {(m-m^{3})}{12}}\delta _{l,-m}C}
である．

#### ボゾン開弦
The relativistic classical open string (background) is subject to quantization. This roughly amounts to taking the position and the momentum of the string and promoting them to operators on the space of states of open strings. Since strings are extended objects, this results in a continuum of operators depending on the parameter σ. The following commutation relations are postulated in the Heisenberg picture.
{\displaystyle {\begin{aligned}{}[X^{I}(\tau ,\sigma ),{\mathcal {P}}^{\tau J}(\tau ,\sigma )]&=i\eta ^{IJ}\delta (\sigma -\sigma '),\\{}[x_{0}^{-}(\tau ),p^{+}(\tau )]&=-i.\end{aligned}}}
All other commutators vanish.
Because of the continuum of operators, and because of the delta functions, it is desirable to express these relations instead in terms of the quantized versions of the Virasoro modes, the Virasoro operators. These are calculated to satisfy
{\displaystyle [\alpha _{m}^{I},\alpha _{n}^{J}]=m\eta ^{IJ}\delta _{m+n,0}}
They are interpreted as creation and annihilation operators acting on Hilbert space, increasing or decreasing the quantum of their respective modes. If the index is negative, the operator is a creation operator, otherwise it is an annihilation operator. (If it is zero, it is proportional to the total momentum operator.) In view of the fact that the light cone plus and minus modes were expressed in terms of the transverse Virasoro modes, one must consider the commutation relations between the Virasoro operators. These were classically defined (then modes) as
{\displaystyle L_{n}={\frac {1}{2}}\sum _{p\in \mathbb {Z} }\alpha _{n-p}^{I}\alpha _{p}^{I}.}
Since, in the quantized theory, the alphas are operators, the ordering of the factors matter. In view of the commutation relation between the mode operators, it will only matter for the operator L0 (for which m + n = 0). L0 is chosen normal ordered,
{\displaystyle L_{0}={\frac {1}{2}}\alpha _{0}^{I}\alpha _{0}^{I}+\sum _{p=1}^{\infty }\alpha _{-p}^{I}\alpha _{p}^{I},=\alpha 'p^{I}p^{I}+\sum _{p=1}^{\infty }p\alpha _{p}^{I\dagger }\alpha _{p}^{I}+c}
where c is a possible ordering constant. One obtains after a somewhat lengthy calculation the relations
{\displaystyle [L_{m},L_{n}]=(m-n)L_{m+n},\quad m+n\neq 0.}
If one would allow for m + n = 0 above, then one has precisely the commutation relations of the Witt algebra. Instead one has
{\displaystyle [L_{m},L_{n}]=(m-n)L_{m+n}+{\frac {D-2}{12}}(m^{3}-m)\delta _{m+n,0},\quad \forall m,n\in \mathbb {Z} .}
upon identification of the generic central term as (D − 2) times the identity operator, this is the Virasoro algebra, the universal central extension of the Witt algebra.
The operator L0 enters the theory as the Hamiltonian, modulo an additive constant. Moreover, the Virasoro operators enter into the definition of the Lorentz generators of the theory. It is perhaps the most important algebra in string theory. The consistency of the Lorentz generators, by the way, fixes the spacetime dimensionality to 26. While this theory presented here (for relative simplicity of exposition) is unphysical, or at the very least incomplete (it has, for instance, no fermions) the Virasoro algebra arises in the same way in the more viable superstring theory and M-theory.

### 群の拡大
リー群 G の射影表現 Π(G)（背景）は，いわゆる群拡大 Gex を定義するのに使うことができる．
量子力学において，ウィグナーの定理は，G が対称変換群であるとき，それはユニタリあるいは反ユニタリ作用素によってヒルベルト空間上射影的に表現されるということを述べている．これはしばしば，G の普遍被覆群にうつりそれを対称変換群ととることで扱われる．これは回転群 SO(3) やローレンツ群 O(3, 1) に対してはうまくいくが，対称変換群がガリレイ群のときはうまくいかない．この場合その中心拡大であるバーグマン群にうつらなければならない．これはシュレディンガー方程式の対称変換群である．同様に，G = R2n, 位置と運動量の空間の平行移動の群のとき，その中心拡大であるハイゼンベルク群にうつらなければならない．
ω を Π から誘導される G 上の 2-コサイクルとする．集合として
{\displaystyle G_{\mathrm {ex} }=\mathbb {C} ^{*}\times G=\{(\lambda ,g)\mid \lambda \in \mathbb {C} ,\,g\in G\}}
と定義し，乗法を
{\displaystyle (\lambda _{1},g_{1})(\lambda _{2},g_{2})=(\lambda _{1}\lambda _{2}\omega (g_{1},g_{2}),g_{1}g_{2})}
で定義する．結合性は ω が G 上の 2-コサイクルだから成り立つ．単位元については
{\displaystyle (1,e)(\lambda ,g)=(\lambda \omega (e,g),g)=(\lambda ,g)=(\lambda ,g)(1,e)}
が成り立ち，逆元は
{\displaystyle (\lambda ,g)^{-1}=\left({\frac {1}{\lambda \omega (g,g^{-1})}},g^{-1}\right)}
である．集合 (C*, e) は Gex の可換部分群である．これは Gex が半単純でないことを意味する．G の中心 Z(G) = {z ∈ G|zg = gz ∀g ∈ G} はこの部分群を含む．中心はより大きいかもしれない．
リー環のレベルでは，Gex のリー環 gex はベクトル空間としては
{\displaystyle {\mathfrak {g}}_{\mathrm {ex} }=\mathbb {C} C\oplus {\mathfrak {g}}}
で与えられリーブラケットは
{\displaystyle [\mu C+G_{1},\nu C+G_{2}]=[G_{1},G_{2}]+\eta (G_{1},G_{2})C}
であることを示すことができる．ここで η は g 上の 2-コサイクルである．この 2-コサイクルはおおいに非自明な方法ではあるが ω から得ることができる
さて射影表現 Π を用いて写像 Πex を
{\displaystyle \Pi _{\mathrm {ex} }((\lambda ,g))=\lambda \Pi (g)}
で定義できる．それは次の性質を持つ：
{\displaystyle {\begin{aligned}\Pi _{\mathrm {ex} }((\lambda _{1},g_{1}))\Pi _{\mathrm {ex} }((\lambda _{2},g_{2}))\\&=\lambda _{1}\lambda _{2}\Pi (g_{1})\Pi (g_{2})=\lambda _{1}\lambda _{2}\omega (g_{1},g_{2})\Pi (g_{1}g_{2})\\&=\Pi _{\mathrm {ex} }(\lambda _{1}\lambda _{2}\omega (g_{1},g_{2}),g_{1}g_{2})=\Pi _{\mathrm {ex} }((\lambda _{1},g_{1})(\lambda _{2},g_{2})).\end{aligned}}}
なので Πex(Gex) は Gex の本物の表現である．
ウィグナーの定理の文脈では，状況をそのようなものとして描写できる（C* を U(1) でおきかえる）；SH でヒルベルト空間 H における単位球面を表し，(·, ·) をその内積とする．PH で ray space を表し，[·, ·] で ray product を表す．さらに波矢印で群作用を表す．すると図式
は可換である，すなわち
{\displaystyle \pi _{2}\circ \Pi _{\mathrm {ex} }((\lambda ,g))(\psi )=\Pi \circ \pi (g)(\pi _{1}(\psi )),\quad \psi \in S{\mathcal {H}}}
である．さらに，G が [·,·] を保つ PH の対称性であるのと同様に，Gex は (·,·) を保つ SH の対称性である．π2 のファイバーはすべて円である．これらの円は U(1) の作用で不変である．これらのファイバーへの U(1) の作用は推移的で固定点がない．結論は，SH は PH 上の主ファイバー束で，構造群は U(1) である．

## 背景資料
拡大を適切に議論するためには，リー環の定義性質を超えた構造が必要である．これらについての基本的な事実がクイック・リファレンスのためここに集められている．

### 導分
リー環 g 上の導分（微分）δ とは，写像
{\displaystyle \delta \colon {\mathfrak {g}}\rightarrow {\mathfrak {g}}}
であって，ライプニッツ則
{\displaystyle \delta [G_{1},G_{2}]=[\delta G_{1},G_{2}]+[G_{1},\delta G_{2}]}
が成り立つもののことである．リー環 g 上の導分全体の集合は der g と書かれる．それはそれ自身リーブラケット
{\displaystyle [\delta _{1},\delta _{2}]=\delta _{1}\circ \delta _{2}-\delta _{2}\circ \delta _{1}}
のもとでリー環である．それは g の自己同型の群 Aut g のリー環である．
{\displaystyle \delta [G_{1},G_{1}]=[\delta G_{1},G_{2}]+[G_{1},\delta G_{2}]\iff e^{t\delta }[G_{1},G_{2}]=[e^{t\delta }G_{1},e^{t\delta }G_{2}],\quad \forall t\in \mathbb {R} }
を示さなければならない．右側が成り立てば，微分して t = 0 とおけば左側が成り立つ．左側 (A) が成り立てば，右側を
{\displaystyle [G_{1},G_{2}]\;{\overset {?}{=}}\;e^{-t\delta }[e^{t\delta }G_{1},e^{t\delta }G_{2}]}
と書き，この式の右辺を微分する．それは，(A) を用いて，恒等的に 0 である．したがってこの式の右辺は t に依らず，t = 0 に対するその値に等しく，これはこの式の左辺である．
G ∈ g ならば，adG1(G2) = [G1, G2] によって作用する adG は導分である．集合 {adG : G ∈ g} は g 上の内部微分全体の集合である．有限次元単純リー環に対して，すべての微分は内部微分である．

### 半直積（群）
2つのリー群 G, H と，H の自己同型群 Aut H を考える．後者は H の同型の群である．リー群の準同型 Φ: G → Aut H があれば，各 g ∈ G に対して，ある Φ(g) ≡ Φg ∈ Aut H が存在して，性質 Φgg' = ΦgΦg', g,g' ∈ G を持つ．E で"集合" H × G を表し，乗法を次で定義する：
このとき E は単位元 (eH, eG) を持つ群であり，逆元は (h, g)−1 = (Φg−1(h−1), g−1) によって与えられる．逆元の式と式 (4) を用いて，H は E において正規であることが分かる．この半直積による群を E = H ⊗S G と書く．
逆に，E = H ⊗S G が群 E の与えられた半直積表示ならば，定義により H は E において正規であり，各 g ∈ G に対して Cg(h) ∈ Aut H, ただし Cg(h) ≡ ghg−1, であり，写像 Φ: g ↦ Cg は準同型である．
さてリー対応を利用しよう．写像 Φg: H → H, g ∈ G はそれぞれ，リー環のレベルで，写像 Ψg: h → h を誘導する．この写像は
によって計算される．例えば，G と H がともに大きい群 E の部分群であり，Φg = ghg−1 であるとき，
であり，Ψ を E の h 上の随伴作用 Ad を G に制限したものと認識する．さて Ψ: G → Aut h [ ⊂ GL(h) if h is finite-dimensional] は準同型であり，もう1度リー対応に訴え，一意的なリー環準同型 ψ: g → Lie(Aut h) = Der h ⊂ gl(h) が存在する．この写像は（形式的には）
で与えられ，例えば，Ψ = Ad ならば，（形式的には）
である，ただし Ad と随伴作用 ad とのここで厳密に証明されている関係が使われている．
リー環
リー環は，ベクトル空間として，e = h ⊕ g である．これは GH が E を生成し G ∩ H = (eH, eG) だから明らかである．リーブラケットは次で与えられる：
{\displaystyle [H_{1}+G_{1},H_{2}+G_{2}]_{\mathfrak {e}}=[H_{1},H_{2}]_{\mathfrak {h}}+\psi _{G_{1}}(H_{2})-\psi _{G_{2}}(H_{1})+[G_{1},G_{2}]_{\mathfrak {g}}.}

### コホモロジー
現在の目的，理論の限られた部分の考察には，リー環のコホモロジーが十分である．定義は最も可能な一般的なものではなく，最もよく使われるものでさえないが，それらの言い及ぶ対象はより一般の定義の真正の例である．
2-コサイクル
主な興味の対象は g 上の 2-コサイクルであり，双線型交代関数
{\displaystyle \phi \colon {\mathfrak {g}}\times {\mathfrak {g}}\rightarrow F}
であって，ヤコビ律に似た 2-コサイクルのヤコビ律と呼ばれる性質
{\displaystyle \phi (G_{1},[G_{2},G_{3}])+\phi (G_{2},[G_{3},G_{1}])+\phi (G_{3},[G_{1},G_{2}])=0}
を持つものとして定義される．
g 上のすべての 2-コサイクルの集合は Z2(g, F) と書かれる．
1-コチェインからくる 2-コサイクル
ある 2-コサイクルは 1-コチェインから得ることができる．g 上の 1-コチェインは単に線型写像 f: g → F である．すべてのそのような写像の集合は C1(g, F) と書かれ，もちろん（少なくとも有限次元の場合には）C1(g, F) ≅ g* である．1-コチェイン f を用いて，2-コサイクル δf が
{\displaystyle \delta f(G_{1},G_{2})=f([G_{1},G_{2}])}
によって定義できる．交代性は直ちに分かり，2-コサイクルのヤコビ律は（通常どおり）それを書き出して材料の定義と性質（ここでは g 上のヤコビ律と f の線型性）を用いて示される．線型写像
δ: C1(g, F) → Z2(g, F)
は（ここでは C1(g, F) に制限されているが）コバウンダリ作用素と呼ばれる．
第二コホモロジー群
C1(g, F) の δ による像を B2(g, F) と書く．商
{\displaystyle H^{2}({\mathfrak {g}},\mathbb {F} )=Z^{2}({\mathfrak {g}},\mathbb {F} )/B^{2}({\mathfrak {g}},\mathbb {F} )}
は g の第二コホモロジー群と呼ばれる．H2(g, F) の元は 2-コサイクルの同値類であり，二つの 2-コサイクル φ1, φ2 が同値なコサイクルであるとは，それらの差が 2-コバウンダリであること，すなわち φ1 = φ2 + δf となる f ∈ C1(g, F) があることをいう．同値な 2-コサイクルはコホモロガス (cohomologous) と呼ばれる．φ ∈ Z2(g, F) の同値類は [φ] ∈ H2 と書かれる．
これらの概念はいくつかの方向に一般化される．各記事を参照．

### 構造定数
B を g のハメル基底とする．このとき各 G ∈ g は適切な大きさのある添え字集合 A に対して
{\displaystyle G=\sum _{\alpha \in A}c_{\alpha }G_{\alpha },\quad c_{\alpha }\in F,G_{\alpha }\in B}
と一意的に書ける．この表示において，有限個の cα だけが 0 でない．以下では（簡単のため）基底は可算であり，添え字にはラテン文字が使われ，添え字集合は ℕ∗ = 1, 2, ... にとれると仮定する．ただちに基底元に対して
{\displaystyle [G_{i},G_{j}]={C_{ij}}^{k}G_{k}}
が分かる，ただしアインシュタインの和の規約を用いている．構造定数の添え字の配置（上か下か）は重要ではない．次の定理は有用である：
定理：構造定数がすべての添え字について反対称な基底がそんざいすることと，リー環が単純コンパクトリー環と u(1) リー環の直和であることは同値である．これは g 上の実正定値計量 g であって不変性条件
{\displaystyle g_{\alpha \beta }{C^{\beta }}_{\gamma \delta }=-g_{\gamma \beta }{C^{\beta }}_{\alpha \delta }}
を任意の基底について満たすものが存在することと同値である．この最後の条件は場の量子論において非可換ゲージ理論の物理的理由のため必要である．したがって，単純リー環のコンパクト形上の Cartan catalog（sl(n, C) → su(n) など）を用いて，可能なゲージ理論の無限リストを作ることができる．1つのそのようなゲージ理論は標準模型の U(1) × SU(2) × SU(3) ゲージ理論でありそのリー環は u(1) ⊕ su(2) ⊕ su(3) である．

### キリング形式
キリング形式は次で定義される g 上の対称双線型形式である：
{\displaystyle K(G_{1},G_{2})=\mathrm {trace} (\mathrm {ad} _{G_{1}}\mathrm {ad} _{G_{2}}).}
ここで adG はベクトル空間 g に作用する行列と見なされる．必要な大事な性質は，g が半単純ならばカルタンの判定法により K は非退化であるということである．そのような場合 K は g と g∗ を同一視するのに使うことができる．λ ∈ g∗ ならば，ある ν(λ) = Gλ ∈ g が存在して，
{\displaystyle \langle \lambda ,G\rangle =K(G_{\lambda },G)\quad \forall G\in {\mathfrak {g}}}
となる．これはリースの表現定理に似ており，証明は実質的には同じである．キリング形式は性質
{\displaystyle K([G_{1},G_{2}],G_{3})=K(G_{1},[G_{2},G_{3}])}
を持ち，これは結合性と呼ばれる．gαβ = K[Gα,Gβ] と定義し中のブラケットを構造定数により展開することで，キリング形式は上の不変性条件を満たすことが分かる．

### ループ代数
ループ群は単位円周 S1 からリー群 G への滑らかな写像の群に群構造を G 上の群構造によって定義したものとして取られる．するとループ群のリー環は S1 から G のリー環 g への写像のベクトル空間である．そのようなリー環の任意の部分環はループ代数と呼ばれる．ここでは注意は次の形の多項式ループ代数に当てられる：
{\displaystyle {\bigl \{}h\colon S^{1}\to {\mathfrak {g}}\mid h(\lambda )=\sum \lambda ^{n}G_{n},n\in \mathbb {Z} ,\lambda =e^{i\theta }\in S^{1},G_{n}\in {\mathfrak {g}}{\bigr \}}.}
少し考えるとこれらは θ が 0 から 2π まで行くとき g 内のループであることが確かめられる．演算は g の演算によって点ごとに定義されるものである．この代数は代数
{\displaystyle C[\lambda ,\lambda ^{-1}]\otimes {\mathfrak {g}}}
に同型である，ただし C[λ, λ−1] はローラン多項式の代数であり，
{\displaystyle \sum \lambda ^{k}G_{k}\leftrightarrow \sum \lambda ^{k}\otimes G_{k}}
と対応する．リーブラケットは
{\displaystyle [P(\lambda )\otimes G_{1},Q(\lambda )\otimes G_{2}]=P(\lambda )Q(\lambda )\otimes [G_{1},G_{2}]}
である．この後者の視点により元は（定数！）係数が g の多項式と考えることができる．基底と構造定数のことばでは，
{\displaystyle [\lambda ^{m}\otimes G_{i},\lambda ^{n}\otimes G_{j}]={C_{ij}}^{k}\lambda ^{m+n}\otimes G_{k}}
である．異なる表記
{\displaystyle \lambda ^{m}\otimes G_{i}\cong \lambda ^{m}G_{i}\leftrightarrow T_{i}^{m}(\lambda )\equiv T_{i}^{m}}
をすることも一般的である，ただし λ の省略は混乱を避けるため心に留めておくべきである；元は実際には関数 S1 → g である．するとリーブラケットは
{\displaystyle [T_{i}^{m},T_{j}^{n}]={C_{ij}}^{k}T_{k}^{m+n}}
であり，これは以下で導入される untwisted アファイン・カッツ・ムーディ代数において中心項"なし"の交換関係の1つとして実現可能である．m = n = 0 として，g に同型な部分代数が得られる．（定義をさかのぼることで分かるように）それは S1 から G への定数写像の集合を生成し，これは exp が全射のとき（たとえば G がコンパクトのとき）明らかに）G に同型である．G がコンパクトならば，g の基底 (Gk) を Gk が歪エルミートであるように選ぶことができる．結果として，
{\displaystyle T_{i}^{n\dagger }=(\lambda ^{n}G_{i})^{\dagger }=-\lambda ^{-n}G_{i}=-T_{i}^{-n}}
である．そのような表現はユニタリと呼ばれる，なぜならば代表元
{\displaystyle H(\lambda )=e^{\theta _{n}^{k}T_{k}^{-n}}\in G}
がユニタリだからである．ここで，T の下の添え字のマイナスは慣習であり，和の規約が使われ，λ は（定義により）右辺の T たちに埋もれている．

### カレント代数（物理）
カレント代数は場の量子論において大域的ゲージ対称性の結果として生じる．
Conserved currents occur in classical field theories 
whenever the Lagrangian respects a continuous symmetry. 
This is the content of Noether's theorem. Most (perhaps all) modern quantum field theories 
can be formulated in terns of classical Lagrangians (prior to quantization), 
so Noether's theorem applies in the quantum case as well. 
Upon quantization, the conserved currents are promoted to position dependent operators on Hilbert space. 
These operators are subject to commutation relations, generally forming an infinite-dimensional Lie algebra. 
A model illustrating this is presented below.
To enhance the flavor of physics, factors of i will appear here and there 
as opposed to in the mathematical conventions.
Consider a column vector Φ of scalar fields
(Φ1, Φ2, ..., ΦN). 
Let the Lagrangian density be
{\displaystyle {\mathcal {L}}=\partial _{\mu }\phi ^{\dagger }\partial ^{\mu }\phi -m^{2}\phi ^{\dagger }\phi .}
This Lagrangian is invariant under the transformation
{\displaystyle \phi \mapsto e^{-i\sum _{a=1}^{r}\alpha ^{a}F_{a}}\phi ,}
where {F1, F1, ..., Fr} 
are generators of either U(N) or a closed subgroup thereof, satisfying
{\displaystyle [F_{a},F_{b}]=i{C_{ab}}^{c}F_{c}.}
Noether's theorem asserts the existence of r conserved currents,
{\displaystyle J_{a}^{\mu }=-\pi ^{\mu }iF_{a}\phi ,\quad \pi ^{k\mu }={\frac {\partial {\mathcal {L}}}{\partial (\partial _{\mu }\phi _{k})}},}
where πk0 ≡ πk is the momentum 
canonically conjugate to Φk.
The reason these currents are said to be conserved is because
{\displaystyle \partial _{\mu }J_{a}^{\mu }=0,}
and consequently
{\displaystyle Q_{a}(t)=\int J_{a}^{0}d^{3}x=\mathrm {const} \equiv Q_{a},}
the charge associated to the charge density Ja0 
is constant in time.
This (so far classical) theory is quantized promoting the fields 
and their conjugates to operators on Hilbert space and by postulating (bosonic quantization) 
the commutation relations
{\displaystyle {\begin{aligned}{}[\phi _{k}(t,x),\pi ^{l}(t,x)]&=i\delta (x-y)\delta _{k}^{l},\\{}[\phi _{k}(t,x),\phi _{l}(t,x)]&=[\pi ^{k}(t,x),\pi ^{l}(t,x)]=0.\end{aligned}}}
The currents accordingly become operators They satisfy, using the above postulated relations, 
the definitions and integration over space, the commutation relations
{\displaystyle {\begin{aligned}{}[J_{a}^{0}(t,\mathbf {x} ),J_{b}^{0}(t,\mathbf {y} )]&=i\delta (\mathbf {x} -\mathbf {y} ){C_{ab}}^{c}J_{c}^{0}(ct,\mathbf {x} )\\{}[Q_{a},Q_{b}]&=i{Q_{ab}}^{c}Q_{c}\\{}[Q_{a},J_{b}^{\mu }(t,\mathbf {x} )]&=i{C_{ab}}^{c}J_{c}^{\mu }(t,\mathbf {x} ),\end{aligned}}}
where the speed of light and the reduced Planck's constant have been set to unity. 
The last commutation relation does not follow from the postulated commutation relations 
(these are fixed only for πk0, 
not for πk1, πk2, πk3), 
except for μ = 0 
For μ = 1, 2, 3 the Lorentz transformation behavior 
is used to deduce the conclusion. The next commutator to consider is
{\displaystyle [J_{a}^{0}(t,\mathbf {x} ),J_{b}^{i}(t,\mathbf {y} )]=i{C_{ab}}^{c}J_{c}^{i}(t,\mathbf {x} )\delta (\mathbf {x} -\mathbf {y} )+S_{ab}^{ij}\partial _{j}\delta (\mathbf {x} -\mathbf {y} )+\dotsb .}
The presence of the delta functions and their derivatives is explained 
by the requirement of microcausality that implies 
that the commutator vanishes when x ≠ y. 
Thus the commutator must be a distribution supported 
at x = y.
The first term is fixed due to the requirement that the equation should, 
when integrated over X, reduce to the last equation before it. 
The following terms are the Schwinger terms. 
They integrate to zero, but it can be shown quite generally
that they must be nonzero.

### アファイン・カッツ・ムーディ代数
g を N 次元複素単純リー環で次のような正規化された基底をもつものとする：構造定数はすべての添え字について反対称であり，交換関係は
{\displaystyle [G_{i},G_{j}]={C_{ij}}^{k}G_{k},\quad 1\leq i,j,N}
である．untwisted アファイン・カッツ・ムーディ代数 g は次のようにして得られる．各 n ∈ Z に対して基底をコピーし（コピーたちを相異なると見て），ベクトル空間として
{\displaystyle {\overline {\mathfrak {g}}}=FC\oplus FD\oplus \bigoplus _{1\leq i\leq \mathbb {N} ,m\in \mathbb {Z} }FG_{m}^{i}}
とおき，交換関係を
{\displaystyle {\begin{aligned}{}[G_{i}^{m},G_{j}^{n}]&={C_{ij}}^{k}G_{k}^{m+n}+m\delta _{ij}\delta ^{m+n,0}C,\\{}[C,G_{i}^{m}]&=0,\quad 1\leq i,j,N,\quad m,n\in \mathbb {Z} \\{}[D,G_{i}^{m}]&=mG_{i}^{m}\\{}[D,C]&=0\end{aligned}}}
と定める．C = D = 0 ならば，Gmi で張られる部分代数は明らかに上の多項式ループ代数と同一である．

### ヴィット代数

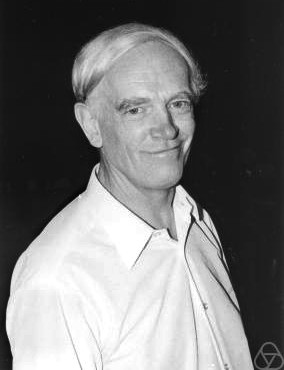
エルンスト・ヴィット (1911–1991), ドイツの数学者．ヴィット環は，1930年代に有限体上彼によって研究されたが，最初1909年にカルタンによって複素数の場合に調べられた．

ヴィット代数は，エルンスト・ヴィットに因んで名づけられており，円周 S1 上の滑らかなベクトル場のリー環 VectS1 の複素化である．座標では，そのようなベクトル場は
{\displaystyle X=f(\varphi ){\frac {d}{d\varphi }}}
と書け，リーブラケットはベクトル場のリーブラケットで，S1 上単に次で与えられる：
{\displaystyle [X,Y]=\left[f{\frac {d}{d\varphi }},g{\frac {d}{d\varphi }}\right]=\left(f{\frac {dg}{d\varphi }}-g{\frac {df}{d\varphi }}\right){\frac {d}{d\varphi }}.}
代数は W = VectS1 + iVectS1 と書かれる．W の基底は次の集合で与えられる：
{\displaystyle \{d_{n},n\in \mathbb {Z} \}=\left\{\left.ie^{in\varphi }{\frac {d}{d\varphi }}=-z^{n+1}{\frac {d}{dz}}\;\right|\;n\in \mathbb {Z} \right\}.}
この基底は次を満たす：
{\displaystyle [d_{l},d_{m}]=(l-m)d_{l+m}\equiv {C_{lm}}^{n}d_{n}=(l-m)\delta _{l+m}^{n}d_{n},\quad l,m,n\in \mathbb {Z} .}
このリー環は有用な中心拡大，ヴィラソロ代数をもつ．それは su(1, 1) と sl(2, R) に同型な 3 次元部分代数を持つ．各 n ≠ 0 に対し，集合 {d0, d−n, dn} は su(1, 1) ≅ sl(2, R) に同型な部分代数を張る．

### 射影表現
G が行列リー群のとき，リー環の元 G は
{\displaystyle G={\frac {d}{dt}}\left.(g(t))\right|_{t=0}}
によって与えることができる，ただし α は t = 0 で単位元を通る G 内の微分可能な道である．リー環の元の交換子は2つの道 g1, g2 と群の交換子を用いて計算できる：
{\displaystyle [G_{1},G_{2}]={\frac {d}{dt}}\left.g_{1}(t)g_{2}(t)g_{1}(t)^{-1}g_{2}(t)^{-1}\right|_{t=0},\quad G_{1}=g_{1}'(0),G_{2}=g_{2}'(0).}
同様に，群の表現 U(G) が与えられると，そのリー環 u(g) は次で計算される：
{\displaystyle {\begin{aligned}[][U_{1},U_{2}]&={\frac {d}{dt}}\left.U(g_{1}(t))U(g_{2}(t))U(g_{1}(t))^{-1}U(g_{2}(t))^{-1}\right|_{t=0}\\&={\frac {d}{dt}}\left.U(g_{1}(t)g_{2}(t)g_{1}(t)^{-1}g_{2}(t)^{-1})\right|_{t=0},\quad G_{1}=g_{1}'(0),G_{2}=g_{2}'(0).\end{aligned}}}
すると g と u(g) の間の基底を基底に送りしたがって u が g の忠実表現であるようなリー環の同型が存在する．
しかしながら U(G) が射影表現，すなわち位相因子を除いた表現ならば，群の表現から計算されるリー環は，g に同型ではない．射影表現において乗法の規則は
{\displaystyle U(g_{1})U(g_{2})=\omega (g_{1},g_{2})U(g_{1}g_{2})=e^{i\xi (g_{1},g_{2})}U(g_{1}g_{2})}
である．関数 ω は，しばしば滑らかと仮定されるが，次を満たす：
{\displaystyle {\begin{aligned}\omega (g,e)&=\omega (e,g)=1,\\\omega (g_{1},g_{2}g_{3})\,\omega (g_{2},g_{3})&=\omega (g_{1},g_{2})\,\omega (g_{1}g_{2},g_{3})\\\omega (g,g^{-1})&=\omega (g^{-1},g).\end{aligned}}}
それは G じょうの 2-コサイクルと呼ばれる．
次が成り立つ：
{\displaystyle {\begin{aligned}[][U_{1},U_{2}]&={\frac {d}{dt}}\left.U(g_{1}(t))U(g_{2}(t))U(g_{1}(t))^{-1}U(g_{2}(t))^{-1}\right|_{t=0}\\&={\frac {d}{dt}}\left.e^{i\xi (g_{1},g_{2})\xi (g_{1}^{-1},g_{2}^{-1})\xi (g_{1}g_{2},g_{1}^{-1}g_{2}^{-1})}U(g_{1}(t)g_{2}(t)g_{1}(t)^{-1}g_{2}(t)^{-1})\right|_{t=0}\\&\equiv {\frac {d}{dt}}\left.\Omega (g_{1},g_{2})U(g_{1}(t)g_{2}(t)g_{1}(t)^{-1}g_{2}(t)^{-1})\right|_{t=0}\\&=\left.{\frac {dU(g_{1}(t)g_{2}(t)g_{1}(t)^{-1}g_{2}(t)^{-1})}{dt}}\right|_{t=0}+\left.{\frac {d\Omega (g_{1},g_{2})}{dt}}\right|_{t=0}I,\quad G_{1}=g_{1}'(0),G_{2}=g_{2}'(0),\end{aligned}}}
なぜならば Ω と U はともに t = 0 において単位元になるからである．位相因子 ξ の説明は，ウィグナーの定理を参照．g における基底に対する交換関係
{\displaystyle [G_{i},G_{j}]={C_{ij}^{k}}G_{k}}
は u において
{\displaystyle [U_{i},U_{j}]={C_{ij}^{k}}U_{k}+D_{ij}I}
となるので， u がブラケットで閉じている（したがって実際にリー環である可能性を持つ）ためには，中心電荷 I が含まれていなければならない．

### Relativistic classical string theory
A classical relativistic string traces out a world sheet in spacetime, just like a point particle traces out a world line. This world sheet can locally be parametrized using two parameters σ and τ. Points xμ in spacetime can, in the range of the parametrization, be written xμ = xμ(σ, τ). One uses a capital X to denote points in spacetime actually being on the world sheet of the string. Thus the string parametrization is given by (σ, τ) ↦(X0(σ, τ), X1(σ, τ), X2(σ, τ), X3(σ, τ)). The inverse of the parametrization provides a local coordinate system on the world sheet in the sense of manifolds.
The equations of motion of a classical relativistic string derived in the Lagrangian formalism from the Nambu–Goto action are
{\displaystyle {\begin{aligned}{\frac {\partial {\mathcal {P}}_{\mu }^{\tau }}{\partial \tau }}+{\frac {\partial {\mathcal {P}}_{\mu }^{\sigma }}{\partial \sigma }}=0,\quad {\mathcal {P}}_{\mu }^{\tau }&=-{\frac {T_{0}}{c}}{\frac {({\dot {X}}\cdot X')X'_{\mu }-(X')^{2}{\dot {X}}_{\mu }}{\sqrt {({\dot {X}}\cdot X')^{2}-({\dot {X}})^{2}(X')^{2}}}},\\{\mathcal {P}}_{\mu }^{\sigma }&=-{\frac {T_{0}}{c}}{\frac {({\dot {X}}\cdot X')X'_{\mu }-({\dot {X}})^{2}X'_{\mu }}{\sqrt {({\dot {X}}\cdot X')^{2}-({\dot {X}})^{2}(X')^{2}}}}.\end{aligned}}}
A dot over a quantity denotes differentiation with respect to τ and a prime differentiation with respect to σ. A dot between quantities denotes the relativistic inner product.
These rather formidable equations simplify considerably with a clever choice of parametrization called the light cone gauge. In this gauge, the equations of motion become
{\displaystyle {\ddot {X}}^{\mu }-{X^{\mu }}''=0,}
the ordinary wave equation. The price to be paid is that the light cone gauge imposes constraints,
{\displaystyle {\dot {X}}^{\mu }\cdot {X^{\mu }}'=0,\quad ({\dot {X}})^{2}+(X')^{2}=0,}
so that one cannot simply take arbitrary solutions of the wave equation to represent the strings. The strings considered here are open strings, i.e. they don't close up on themselves. This means that the Neumann boundary conditions have to be imposed on the endpoints. With this, the general solution of the wave equation (excluding constraints) is given by 
{\displaystyle X^{\mu }(\sigma ,\tau )=x_{0}^{\mu }+2\alpha 'p_{0}^{\mu }\tau -i{\sqrt {2\alpha '}}\sum _{n=1}\left(a_{n}^{\mu *}e^{in\tau }-a_{n}^{\mu }e^{-in\tau }\right){\frac {\cos n\sigma }{\sqrt {n}}},}
where α' is the slope parameter of the string (related to the string tension). The quantities x0 and p0 are (roughly) string position from the initial condition and string momentum. If all the αμ
n are zero, the solution represents the motion of a classical point particle.
This is rewritten, first defining
{\displaystyle \alpha _{0}^{\mu }={\sqrt {2\alpha '}}a_{\mu },\quad \alpha _{n}^{\mu }=a_{n}^{\mu }{\sqrt {n}},\quad \alpha _{-n}^{\mu }=a_{n}^{\mu *}{\sqrt {n}},}
and then writing
{\displaystyle X^{\mu }(\sigma ,\tau )=x_{0}^{\mu }+{\sqrt {2\alpha '}}\alpha _{0}^{\mu }\tau +i{\sqrt {2\alpha '}}\sum _{n\neq 0}{\frac {1}{n}}\alpha _{n}^{\mu }e^{-in\tau }\cos n\sigma .}
In order to satisfy the constraints, one passes to light cone coordinates. For I = 2, 3, ...d, where d is the number of space dimensions, set 
{\displaystyle {\begin{aligned}X^{I}(\sigma ,\tau )&=x_{0}^{I}+{\sqrt {2\alpha '}}\alpha _{0}^{I}\tau +i{\sqrt {2\alpha '}}\sum _{n\neq 0}{\frac {1}{n}}\alpha _{n}^{I}e^{-in\tau }\cos n\sigma ,\\X^{+}(\sigma ,\tau )&={\sqrt {2\alpha '}}\alpha _{0}^{+}\tau ,\\X^{-}(\sigma ,\tau )&=x_{0}^{-}+{\sqrt {2\alpha '}}\alpha _{0}^{-}\tau +i{\sqrt {2\alpha '}}\sum _{n\neq 0}{\frac {1}{n}}\alpha _{n}^{-}e^{-in\tau }\cos n\sigma .\end{aligned}}}
Not all αnμ, n ∈ ℤ, μ ∈ {+, −, 2, 3, ..., d} are independent. Some are zero (hence missing in the equations above), and the "minus coefficients" satisfy
{\displaystyle {\sqrt {2\alpha '}}\alpha _{n}^{-}={\frac {1}{2p^{+}}}\sum _{p\in \mathbb {Z} }\alpha _{n-p}^{I}\alpha _{p}^{I}.}
The quantitity on the left is given a name, 
{\displaystyle {\sqrt {2\alpha '}}\alpha _{n}^{-}\equiv {\frac {1}{p^{+}}}L_{n},\quad L_{n}={\frac {1}{2}}\sum _{p\in \mathbb {Z} }\alpha _{n-p}^{I}\alpha _{p}^{I},}
the transverse Virasoro mode.
When the theory is quantized, the alphas, and hence the Ln become operators.

## 注
1. ↑  オットー・シュライアー (1901– 1929) は群の拡大の理論の開拓者である．彼の豊富な研究論文とともにレクチャーノートは死後 Einführung in die analytische Geometrie und Algebra (Vol I 1931, Vol II 1935) の名で（Emanuel Sperner（英語版）により編集され）出版された．後に1951年に英語に Introduction to Modern Algebra and Matrix Theory において翻訳された．さらなる文献は MacTutor 2015 を参照．
2. ↑  ヤコビ恒等式が成り立つことを示すには，one writes everything out, uses the fact that the underlying Lie algebras have a Lie product satisfying the Jacobi identity, and that δ[X, Y] = [δ(X), Y] + [X, δ(Y)].
3. 1 2  
Roughly, the whole Lie algebra is multiplied by i, 
there is an i occurring in the definition of the structure constants and the exponent 
in the exponential map (Lie theory) acquires a factor of (minus) i. 
the main reason for this convention is that 
physicists like their Lie algebra elements to be Hermitian (as opposed to skew-Hermitian) 
in order for them to have real eigenvalues and hence be candidates for observables.
4. ↑  ミゲル・アンヘル・ヴィラソロ（英語版） (Miguel Ángel Virasoro) は 1940 年生まれのアルゼンチンの物理学者．彼に因んで名づけられているヴィラソロ代数は，最初 Virasoro (1970) で出版された．
5. ↑  同じ効果は W の基底の変換によって得ることができる．
6. ↑  2-コサイクルがその値をアーベル群 U(1) に取るとき，すなわちそれが位相因子であるとき，これはウィグナーの定理の文脈では常にそうであるが，構成において C* を U(1) でおきかえてもよい．
7. ↑  Bäuerle & de Kerf 1997, Chapter 18. 文献はこの事実と示すのが難しいことを述べている．さらなる文献は与えられていない．Expressions on a slightly different form can be found tough in Tuynman & Wiegerinck (1987) and Bargmann (1954).
8. ↑  これを見るには，式 (4) を Ψgg' に適用し，Φ は準同型であることを思い出し，Φg(eG) = eΨg(G) を数回使う．
9. ↑  Aut h) のリー環が Der h, h のすべての導分の集合（それ自身明らかなブラケットによりリー環である）であるという事実は Rossmann 2002, p. 51 において見つけられる．
10. ↑  
Since U = −i∑αaTa and U† 
are constant, they may be pulled out of partial derivatives. 
The U and U† then combine in U†U = I 
by unitarity.
11. ↑  
This follows from Gauss law is based on the assumption 
of a sufficiently rapid fall-off of the fields at infinity.
12. ↑  
There are alternative routes to quantization, 
e.g. one postulates the existence of creation and annihilation operators 
for all particle types with certain exchange symmetries based on which statistics, 
Bose–Einstein or Fermi–Dirac, 
the particles obey, in which case the above are derived for scalar bosonic fields 
using mostly Lorentz invariance and the demand for the unitarity of the S-matrix. 
In fact, all operators on Hilbert space can be built out of creation 
and annihilation operators. See e.g. Weinberg (2002), chapters 2–5.
13. ↑  
This step is ambiguous, since the classical fields commute whereas the operators don't. 
Here it is pretended that this problem doesn't exist. 
In reality, it is never serious as long as one is consistent.

### 書籍
- Bäuerle, G.G.A; de Kerf, E.A. (1990). A. van Groesen; E.M. de Jager. eds. Finite and infinite dimensional Lie algebras and their application in physics. Studies in mathematical physics. 1. North-Holland. ISBN 0-444-88776-8
- Bäuerle, G.G.A; de Kerf, E.A. (1997). A. van Groesen; E.M. de Jager; A.P.E. Ten Kroode. eds. Finite and infinite dimensional Lie algebras and their application in physics. Studies in mathematical physics. 7. North-Holland. ISBN 978-0-444-82836-1
- Kac–Moody and Virasoro algebras, A reprint Volume for Physicists. Advanced Series in Mathematical Physics. 3. Singapore: World Scientific Publishing. (1988). ISBN 9971-50-419-7
- Goldin, G.A. (2006). Encyclopedia of Mathematical Physics. Current Algebra. ISBN 978-0-12-512666-3
- Green, M.B.; Schwarz, J.H.; Witten, E. (1987). Superstring theory. l. Cambridge University Press. ISBN 9781107029118
- Greiner, W.; Reinhardt, J. (1996). Field Quantization. Springer Publishing. ISBN 3-540-59179-6
- Humphreys, J. E. (1972). Introduction to Lie Algebras and Representation Theory (3rd ed.). Berlin·Heidelberg·New York: Springer-Verlag. ISBN 3-540-90053-5
- Kac, V.G. (1990). Infinite-dimensional Lie algebras (3rd ed.). Cambridge University Press. ISBN 0-521-37215-1
- Knapp, A. (2002). Lie groups beyond an introduction. Progress in mathematics. 140 (2nd ed.). Boston·Basel·Berlin: Birkhäuser. ISBN 0-8176-4259-5
- Rossmann, Wulf (2002). Lie Groups - An Introduction Through Linear Groups. Oxford Graduate Texts in Mathematics. Oxford Science Publications. ISBN 0 19 859683 9
- Schottenloher, M. (2008). A Mathematical Introduction to Conformal Field Theory (2nd ed.). Berlin, Heidelberg: Springer-Verlag. ISBN 978-3-540-68625-5
- Weinberg, S. (2002). The Quantum Theory of Fields. I. Cambridge University Press. ISBN 0-521-55001-7
- Weinberg, S. (1996). The Quantum Theory of Fields. II. Cambridge University Press. ISBN 0-521-55002-5
- Zwiebach, B. (2004). A First Course in String Theory. Cambridge University Press. ISBN 0 521 83143 1

### ジャーナル
- Bargmann, V. (1954). “On unitary ray representations of continuous groups”. Ann. of Math. 59 (1):  1–46. doi:10.2307/1969831. JSTOR 1969831.
- Dolan, L. (1995). “The Beacon of Kac–Moody Symmetry for Physics”. Notices of the AMS (AMS) 42 (12):  1489–1495. ISSN 0002-9920. (free access)
- Kac, V. G. (1967R). “[Simple graded Lie algebras of finite growth]” (Russian). Funkt. Analis i ego Prilozh 1 (4):  82–83.
- Kac, V. G. (1967E). “Simple graded Lie algebras of finite growth”. Funct. Anal. Appl. 1:  328–329. (English translation)
- Goddard, P.; Olive, D. (1986). “Kac–Moody and Virasoro algebras in relation to quantum physics”. Int. J. Mod. Phys. A0l (World Scientific) 1 (2):  303–414. Bibcode: 1986IJMPA...1..303G. doi:10.1142/S0217751X86000149. This can be found in Kac–Moody and Virasoro algebras, A reprint Volume for Physicists
- Moody, R. V. (1967). “Lie algebras associated with generalized Cartan matrices”. Bull. Amer. Math. Soc 73:  217–221. doi:10.1090/S0002-9904-1967-11688-4. MR0207783. Zbl 0154.27303. (open access)
- Schreier, O. (1926). “Uber die Erweiterung von Gruppen I [On the theory of group extensions I]” (German). Monatshefte für Mathematik 34 (1):  165–180. doi:10.1007/BF01694897.
- Schreier, O. (1925). “Uber die Erweiterung von Gruppen II [On the theory of group extensions II]” (German). Abhandlungen aus dem Mathematischen Seminar der Universität Hamburg 4 (1):  321–346. doi:10.1007/BF02950735.
- Virasoro, M. A. (1970). “Subsidiary conditions and ghosts in dual-resonance models”. Phys. Rev. D:  2933–2936. Bibcode: 1970PhRvD...1.2933V. doi:10.1103/PhysRevD.1.2933.
- Tuynman, G.M.; Wiegerinck, W.A.J.J. (1987). “Central extensions and physics”. J. Geometry and Physics (Elsevier) 4 (2):  207–258. Bibcode: 1987JGP.....4..207T. doi:10.1016/0393-0440(87)90027-1.

### ウェブ
- MacTutor (2015年). “Schreier biography”. MacTutor History of Mathematics. 2015年3月8日閲覧。